# Liste des voies de Courbevoie
La commune de Courbevoie, dans les Hauts-de-Seine compte 313 voies.

## Chiffres ou dates
- Place des 3-Frères-Lebeuf
- Avenue du 11-Novembre
- Rue du 22-Septembre

- Haut – A
- B
- C
- D
- E
- F
- G
- H
- I
- J
- K
- L
- M
- N
- O
- P
- Q
- R
- S
- T
- U
- V
- W
- X
- Y
- Z

## A
- Rue d'Aboukir
- Rue de l'Abreuvoir
- Avenue des Acacias
- Rue Adam-Ledoux
- Rue Adélaïde
- Rue Adolphe-Lalyre
- Rue des Ajoux
- Avenue Albert Gleizes
- Rue Albert-Simonin
- Rue Alexis-Séon
- Rue Alice
- Rue de l'Alma
- Rue Alphand
- Avenue d'Alsace
- Rue Ambroise-Thomas
- Rue Anatole-France
- Avenue André-Prothin
- Rue d'Anjou
- Avenue de l'Arche
- Boulevard d'Argenson
- Boulevard Aristide-Briand
- Rue Arletty
- Rue Armand-Silvestre
- Rue Auguste-Bailly
- Rue Auguste-Beau
- Rue Augustin-Thierry

- Haut – A
- B
- C
- D
- E
- F
- G
- H
- I
- J
- K
- L
- M
- N
- O
- P
- Q
- R
- S
- T
- U
- V
- W
- X
- Y
- Z

## B
- Rue Balliat
- Rue Barbès
- Rue Baudin
- Rue de Behagle
- Rue de Belfort
- Place de Belgique
- Rue Benjamin-Constant
- Allée Bernard-Palissy
- Rue Berthelot
- Rue de Bezons
- Boulevard Bineau
- Rue de Bitche
- Villa des Bleuets
- Rue Blondel
- Allée Boileau
- Rue du Bois
- Rue de Bois-Colombes
- Villa Bonnet
- Passage des Boudoux
- Rue des Boudoux
- Square des Boudoux
- Viaduc du Boulevard Circulaire Nord
- Boulevard Bourdon
- Pont des Bruyères (Dans l'axe du Pont des quinze perches)

- Haut – A
- B
- C
- D
- E
- F
- G
- H
- I
- J
- K
- L
- M
- N
- O
- P
- Q
- R
- S
- T
- U
- V
- W
- X
- Y
- Z

## C
- Rue Cacheux
- Rue Camille Saint-Saëns
- Rue Cantin
- Rue du Capitaine-Guynemer
- Rue Carl-Hebert
- Rue Carnot
- Rue Carpeaux
- Avenue Casimir
- Rue du Cayla
- Villa Chambon
- Allée de Champagne
- Rue de Chanzy, en partie située à Asnières-sur-Seine
- Place Charles-de-Gaulle
- Place Charras
- Avenue du Château-du-Loir
- Rue de Château-du-Loir
- Rue du Chemin-Vert
- Avenue Chevreul
- Boulevard Circulaire
- Rue de Colmar
- Rue de Colombes
- Rue du Commandant-Lamy
- Rue Condorcet
- Passage de la Coupole
- Pont de Courbevoie
- Villa des Couronnes
- Rue Crémieux

- Haut – A
- B
- C
- D
- E
- F
- G
- H
- I
- J
- K
- L
- M
- N
- O
- P
- Q
- R
- S
- T
- U
- V
- W
- X
- Y
- Z

## D
- D 7
- Galerie des Damiers
- Allée Debussy
- Cours Denis-Diderot
- Rue de Dieppe
- Avenue de la Division-Leclerc
- Rue du Docteur-Jubert
- Rue du Docteur-Schweitzer
- Place des Dominos
- Rue Donatello
- Avenue Dubonnet

- Haut – A
- B
- C
- D
- E
- F
- G
- H
- I
- J
- K
- L
- M
- N
- O
- P
- Q
- R
- S
- T
- U
- V
- W
- X
- Y
- Z

## E
- Chemin des Écoliers
- Rue Edgar-Quinet
- Rue Edith-Cavell
- Impasse Édouard-Herriot
- Passage Édouard-Herriot
- Rue de l'Embranchement
- Impasse Émile-Deschanel
- Rue Émile-Zola
- Energy Park
- Rue d'Essling
- Rue d'Estienne-d'Orves
- Rue des Étudiants
- Allée Eugène-Barbier
- Rue Eugène-Caron

- Haut – A
- B
- C
- D
- E
- F
- G
- H
- I
- J
- K
- L
- M
- N
- O
- P
- Q
- R
- S
- T
- U
- V
- W
- X
- Y
- Z

## F
- Rue Fallet
- Villa Fallet
- Rue Ficatier
- Villa des Fleurs
- Rue François-Couperin
- Rue François-Rabelais
- Avenue Franklin
- Rue Franklin
- Parc de Freudenstadt

- Haut – A
- B
- C
- D
- E
- F
- G
- H
- I
- J
- K
- L
- M
- N
- O
- P
- Q
- R
- S
- T
- U
- V
- W
- X
- Y
- Z

## G
- Avenue Gallieni
- Avenue Gambetta
- Coulée Gambetta
- Place de la Gare
- Rue Gaultier
- Passerelle Général-Audran
- Rue du Général-Audran
- Boulevard du Général-Leclerc
- Villa des Genêts
- Rue Georges
- Boulevard Georges-Clemenceau
- Allée Georges-Desrues
- Boulevard Georges-Seurat
- Villa Ghis
- Rue Gounod
- Rue Guillaume-Farel

- Haut – A
- B
- C
- D
- E
- F
- G
- H
- I
- J
- K
- L
- M
- N
- O
- P
- Q
- R
- S
- T
- U
- V
- W
- X
- Y
- Z

## H
- Rue Haussmann
- Passage Henri-Regnault
- Rue Henri-Regnault
- Place Hérold
- Allée Hoche
- Rue Hoche
- Place de l'Hôtel-de-Ville
- Rue de l'Hôtel-de-Ville
- Rue Hudri

- Haut – A
- B
- C
- D
- E
- F
- G
- H
- I
- J
- K
- L
- M
- N
- O
- P
- Q
- R
- S
- T
- U
- V
- W
- X
- Y
- Z

## I
- Allée des Impressionnistes
- Rue de l'Industrie
- Passerelle de l'Iris
- Place de l'Iris

- Haut – A
- B
- C
- D
- E
- F
- G
- H
- I
- J
- K
- L
- M
- N
- O
- P
- Q
- R
- S
- T
- U
- V
- W
- X
- Y
- Z

## J
- Avenue Jacques-Henry-Lartigue
- Rue Jean-Bart
- Place Jean-Mermoz
- Rue Jean-Moulin
- Rue Jeanne-d'Arc
- Rue Jean-Baptiste-Charcot
- Rue Jean-Baptiste-Lafolie
- Rue Jean-Pierre-Timbaud
- Escalier Jean-Rodolphe-Perronnet
- Rue Joseph-Mery
- Rue Joseph-Rivière
- Rue Jules Ferry
- Rue Jules-Lefèvre
- Rue Jules-Lefèvre prolongée

- Haut – A
- B
- C
- D
- E
- F
- G
- H
- I
- J
- K
- L
- M
- N
- O
- P
- Q
- R
- S
- T
- U
- V
- W
- X
- Y
- Z

## K
- Rue Kilford
- Rue Kléber

- Haut – A
- B
- C
- D
- E
- F
- G
- H
- I
- J
- K
- L
- M
- N
- O
- P
- Q
- R
- S
- T
- U
- V
- W
- X
- Y
- Z

## L
- Passerelle Lacaud
- Avenue de La Lauzière
- Rue Lambrechts
- Passage des Larris
- Sente des Larris
- Rue Latérale
- Parc de Lattre de Tassigny
- Villa Lauzière
- Rue Le Tintoret
- Allée Le Titien
- Avenue Léon-Bourgain
- Rue Léon-Boursier
- Avenue Léon-de-Bertalot
- Avenue Léonard-de-Vinci
- Pont de Levallois
- Avenue de la Liberté
- Rue du Lieutenant-Boncourt
- Villa des Lilas
- Rue des Lilas-d'Espagne
- Passerelle Louis-Blanc
- Rue Louis-Blanc
- Rue Louis-Ulbach
- Rue Louis-Hubert-Lyautey
- Passage Louis-Thuillier
- Rue de Louvain

- Haut – A
- B
- C
- D
- E
- F
- G
- H
- I
- J
- K
- L
- M
- N
- O
- P
- Q
- R
- S
- T
- U
- V
- W
- X
- Y
- Z

## M
- Rue Madiraa
- Rue du Maine
- Avenue Malvesin
- Place Malvesin
- Avenue Marceau
- Quai du Maréchal-Joffre
- Rue de la Marine
- Avenue de la Marne
- Rue Massenet
- Villa Maurice-André
- Rue des Messageries
- Impasse Michael-Winburn
- Rue Michael-Winburn
- Rue Michel-Ange
- Avenue Michel-Ricard
- Promenade du Millénaire
- Rue des Minimes
- Boulevard de la Mission-Marchand
- Rue Molière
- Square Moncelet
- Rue de la Montagne
- Rue du Moulin-des-Bruyères
- Allée Mozart
- Villa de la Musique
- Rue de la Mutualité

- Haut – A
- B
- C
- D
- E
- F
- G
- H
- I
- J
- K
- L
- M
- N
- O
- P
- Q
- R
- S
- T
- U
- V
- W
- X
- Y
- Z

## N
- Rue de Normandie

- Haut – A
- B
- C
- D
- E
- F
- G
- H
- I
- J
- K
- L
- M
- N
- O
- P
- Q
- R
- S
- T
- U
- V
- W
- X
- Y
- Z

## O
- Rue de l'Orme
- Rue de l'Ouest

- Haut – A
- B
- C
- D
- E
- F
- G
- H
- I
- J
- K
- L
- M
- N
- O
- P
- Q
- R
- S
- T
- U
- V
- W
- X
- Y
- Z

## P
- Boulevard de la Paix
- Avenue du Parc
- Passage Paris-Saint-Germain
- Rue Parmentier
- Avenue de Parthenay
- Avenue Pasteur
- Rue Paul-Bert
- Promenade Paul-Doumer
- Boulevard Paul-Émile-Victor
- Rue Paul-Napoléon-Roinard
- Allée de Picardie
- Rue Pierre-Brossolette
- Rue Pierre-Curie
- Rue Pierre-Lhomme
- Chemin Pierre-de-Ronsard
- Rue Pilaudo
- Villa Pilaudo
- Promenade des Pins
- Place des Pléiades
- Passage du Pourquoi-Pas
- Rue du Président-Kruger
- Quai du Président-Paul-Doumer
- Avenue Puvis-de-Chavannes

- Haut – A
- B
- C
- D
- E
- F
- G
- H
- I
- J
- K
- L
- M
- N
- O
- P
- Q
- R
- S
- T
- U
- V
- W
- X
- Y
- Z

## R
- Allée Racine
- Rue Raoul-Nordling
- Rue Raspail
- Passage Ravry
- Passerelle des Reflets
- Patio des Reflets
- Place des Reflets
- Rue Regnault
- Avenue de la République
- Passage de La Réunion
- Rue du Révérend-Père-Cloarec
- Impasse Robert-Marcel
- Allée Rodin
- Rue Roger-Campestre, en partie située à Asnières-sur-Seine
- Rue de Rouen
- Rue Rouget de Lisle

- Haut – A
- B
- C
- D
- E
- F
- G
- H
- I
- J
- K
- L
- M
- N
- O
- P
- Q
- R
- S
- T
- U
- V
- W
- X
- Y
- Z

## S
- Boulevard Saint-Denis
- Rue Saint-Guillaume
- Villa Saint-Guillaume
- Passage Saint-Nicolas
- Rue Saint-Pierre
- Rue Saint-Thomas-en-Argonne
- Villa Sainte-Cécile
- Rue Sainte-Geneviève
- Rue Sainte-Marie
- Allée Sainte-Odile
- Place des Saisons
- Rue des Salles
- Place Samuel-de-Champlain
- Place Sarrail
- Place de Saverne
- Rue Sébastopol
- Carrefour Ségoffin
- Rue Ségoffin
- Passage de Seine
- Place de Seine
- Rue du Sergent-Bobillot
- Rue Serpentine
- Avenue Séverine
- Rue Soyer
- Rue Steffen
- Rue de Strasbourg

- Haut – A
- B
- C
- D
- E
- F
- G
- H
- I
- J
- K
- L
- M
- N
- O
- P
- Q
- R
- S
- T
- U
- V
- W
- X
- Y
- Z

## T
- Avenue de la Terrasse
- Escalier de la Terrasse
- Allée des Tilleuls
- Rue du Tintoret
- Impasse des Tournelles
- Place des Trois-Frères-Enghels
- Place des Trois-Frères-Lebeuf

- Haut – A
- B
- C
- D
- E
- F
- G
- H
- I
- J
- K
- L
- M
- N
- O
- P
- Q
- R
- S
- T
- U
- V
- W
- X
- Y
- Z

## V
- Avenue des Vanettes
- Boulevard de Verdun
- Allée Véronèse
- Place Victor-Hugo
- Rue Victor-Hugo
- Rue des Vieilles-Vignes
- Rue Villebois-Mareuil
- Rue de Visien
- Boulevard Vital-Bouhot
- Allée des Vignerons
- Passage des Vignes
- Rue Volta
- Rue Volta-Prolongée
- Rue Voltaire

- Haut – A
- B
- C
- D
- E
- F
- G
- H
- I
- J
- K
- L
- M
- N
- O
- P
- Q
- R
- S
- T
- U
- V
- W
- X
- Y
- Z

## W
- Rue Watteau

- Haut – A
- B
- C
- D
- E
- F
- G
- H
- I
- J
- K
- L
- M
- N
- O
- P
- Q
- R
- S
- T
- U
- V
- W
- X
- Y
- Z